# Whipps Millgate
Whipps Millgate – miasto w Stanach Zjednoczonych, w stanie Kentucky, w hrabstwie Jefferson.